# Збруєва Анна Василівна
Анна Василівна Збруєва (25 червня (7 липня) 1894, Москва, Російська імперія — 6 вересня 1965, Москва
, СРСР) — радянська вчена-археолог, доктор історичних наук (1953), авторка понад 50 опублікованих праць.

## Біографія
Народилася 25 червня (7 липня за новим стилем) 1894 року в Москві.
Закінчивши в шістнадцять років гімназію, стала народною вчителькою спочатку в Московській області, потім у Москві. Після Жовтневої революції продовжила свою освіту — 1922 року вступила до Московського державного університету на відділення археології та мистецтвознавства факультету суспільних наук. Учениця Б. С. Жукова. По закінченні в 1925 році університету, в числі перших радянських археологів Збруєва розпочала свою наукову музейну діяльність позаштатною співробітницею Державного історичного музею. Пізніше працювала науковою співробітницею Музею народознавства і Музею антропології Московського університету. 1928 року на території Нижегородської області (Навашинський район) спільно з Алиховою А. Є. проводила розкопки Мало-Окулівського курганного могильника поздняковської культури бронзової доби.
1936 року Анна Збруєва перейшла до Московського відділення Державної Академії історії матеріальної культури (ДАІМК, пізніше — Інститут археології АН СРСР), де пройшла вся її подальша наукова робота до відходу на пенсію 1962 року.
Спочатку вивчала первісні місця півночі СРСР. Разом з О. Я. Брюсовим і О. П. Смирновим перебувала в експедиціях у Комі АРСР, Архангельській і Костромській областях. Внаслідок цих робіт нею були опубліковані статті про стародавні пам'ятки, залишені північними племенами. Протягом 1932—1934 років працювала у складі археологічної експедиції ДАІМК на будівництві каналу ім. Москви і при прокладанні першої черги Московського метрополітену. 1936 року брала участь у роботах Кримської палеоантропологічної експедиції МДУ. Протягом 1933—1937 років керувала загоном Камської експедиції на розкопках Галкінського городища і Конецгорського селища поблизу Пермі, провела розвідку на річках Чусовій, Туї та Гаревій. У 1938—1940 роках Збруєва брала участь у розкопках комплексу пам'яток поблизу Єлабуги. 1941 року А. В. Збруєва захистила кандидатську дисертацію на тему «Поселення ананьїнської культури».
Під час німецько-радянської війни А. В. Збруєва продовжувала працювати в евакуації. Після війни керувала 2-м загоном Куйбишевської експедиції, провела польові роботи в зоні затоплення під час будівництва Куйбишевської ГЕС. Потім, займаючись питанням походження ананьїнських племен, вивчала пам'ятки доби пізньої бронзи на території Північно-Західної Башкирії. Протягом декількох років керувала експедицією Інституту археології і Башкирської філії Академії наук СРСР, під час яких дослідила — стоянку імені М. І. Касьянова культури курмантау, могильник Метев-Тамак культури баланбаш, Новобаскаківські кургани і Метевтамакську, Новобаскаківську, Старотукмаклінську стоянки зрубної культури. Збруєва відкрила стоянки Ахметово I і II за 60 км на північний захід від Уфи, що відносяться до кінця II-го тисячоліття до н. е. 1953 року за роботу «Історія населення Прикам'я в ананьїнську епоху» отримала ступінь доктора історичних наук.
Померла внаслідок тривалої хвороби 6 вересня 1965 року в Москві.

## Нагороди
- орден Трудового Червоного Прапора (27.03.1954)
- медаль «За доблесну працю у Великій Вітчизняній війні»